# Dana-Gletscher (Antarktika)
Der Dana-Gletscher ist ein rund 50 km langer Gletscher im Palmerland auf der Antarktischen Halbinsel. Er fließt von den südöstlichen Hängen der Welch Mountains in zunächst östlicher, später nordöstlicher Richtung in das Kopfende des Lehrke Inlet an der Black-Küste, das er unmittelbar nördlich des Parmelee-Massivs erreicht.
Der United States Geological Survey kartierte ihn im Jahr 1974. Das Advisory Committee on Antarctic Names benannte ihn nach Commander John B. Dana von der United States Navy, kommandierender Offizier der Flugstaffel VXE-6 während der Operation Deep Freeze im Jahr 1973, der zuvor auch an den Operationen der Jahre 1971 und 1972 beteiligt war.